# Pagode Shwe In Dein
La Pagode Shwe In Dein (birman : ရွှေအင်းတိန်စေတီ) est une pagode faisant partie d'un ensemble de monuments bouddhistes comportant un millier de stupas,  situé dans le village de In Dein, près de Ywama (en) et du  Lac Inle dans l'État shan en Birmanie.
Les pagodes furent construites sur ordre du roi Narapatisithu (XIIe siècle-XIIIe siècle). Cependant, la tradition retient plutôt qu'elles furent construites sous le règne du roi Ashoka (IIIe siècle av. J.-C.) et restaurées sous le règne du roi Anawrahta (XIe siècle) mais aucune étude archéologique ne corrobore à ce jour cette thèse.

## Galerie

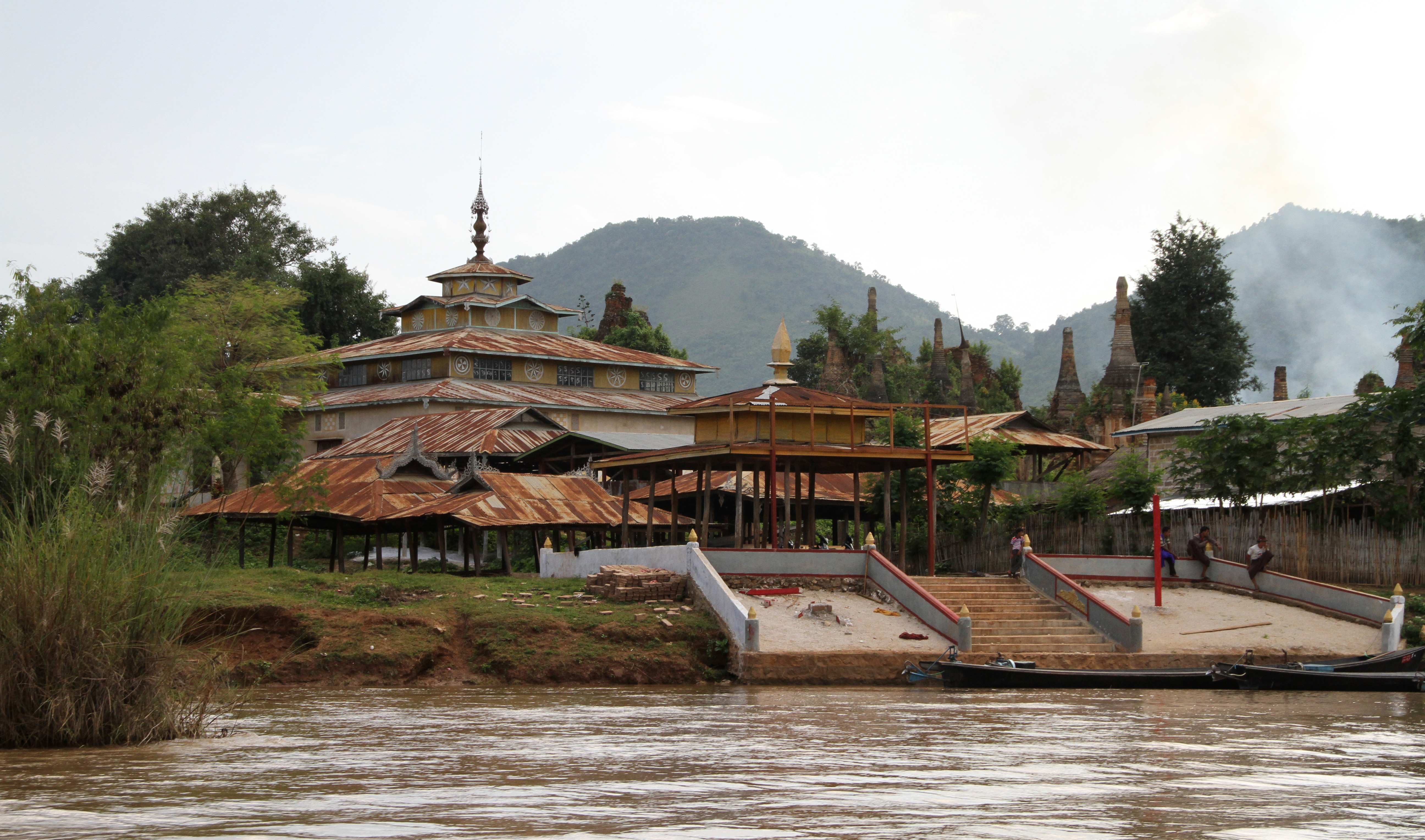
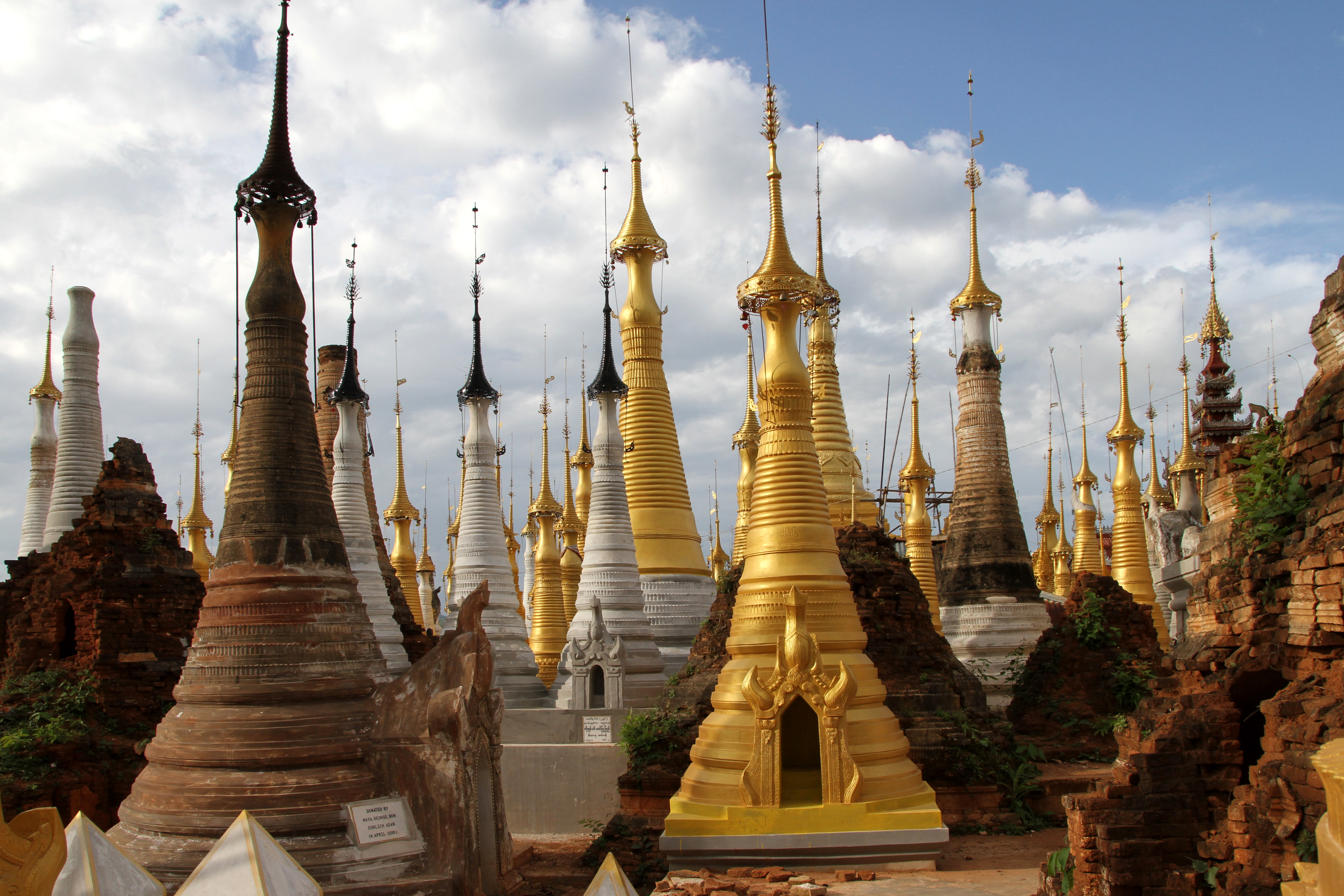
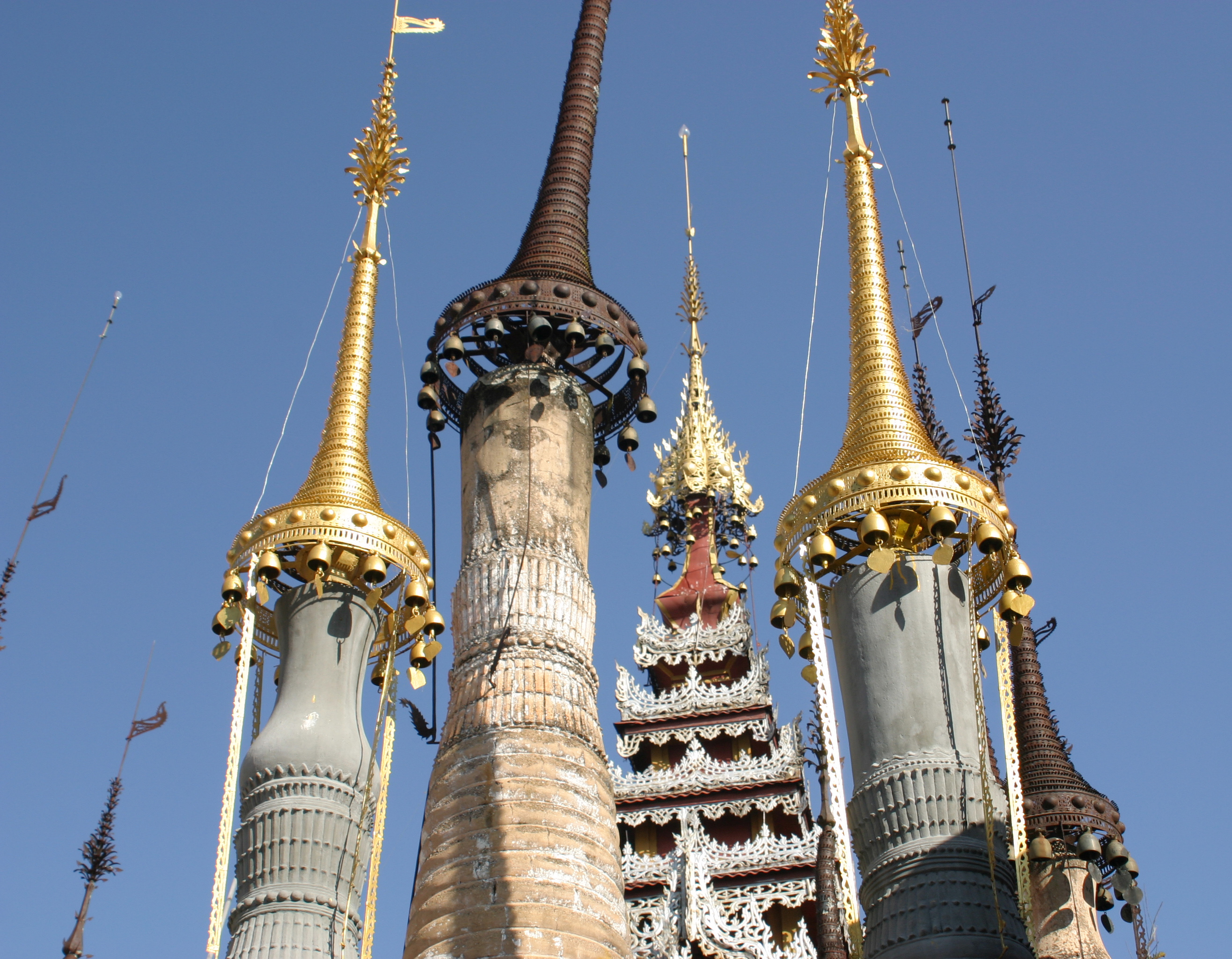
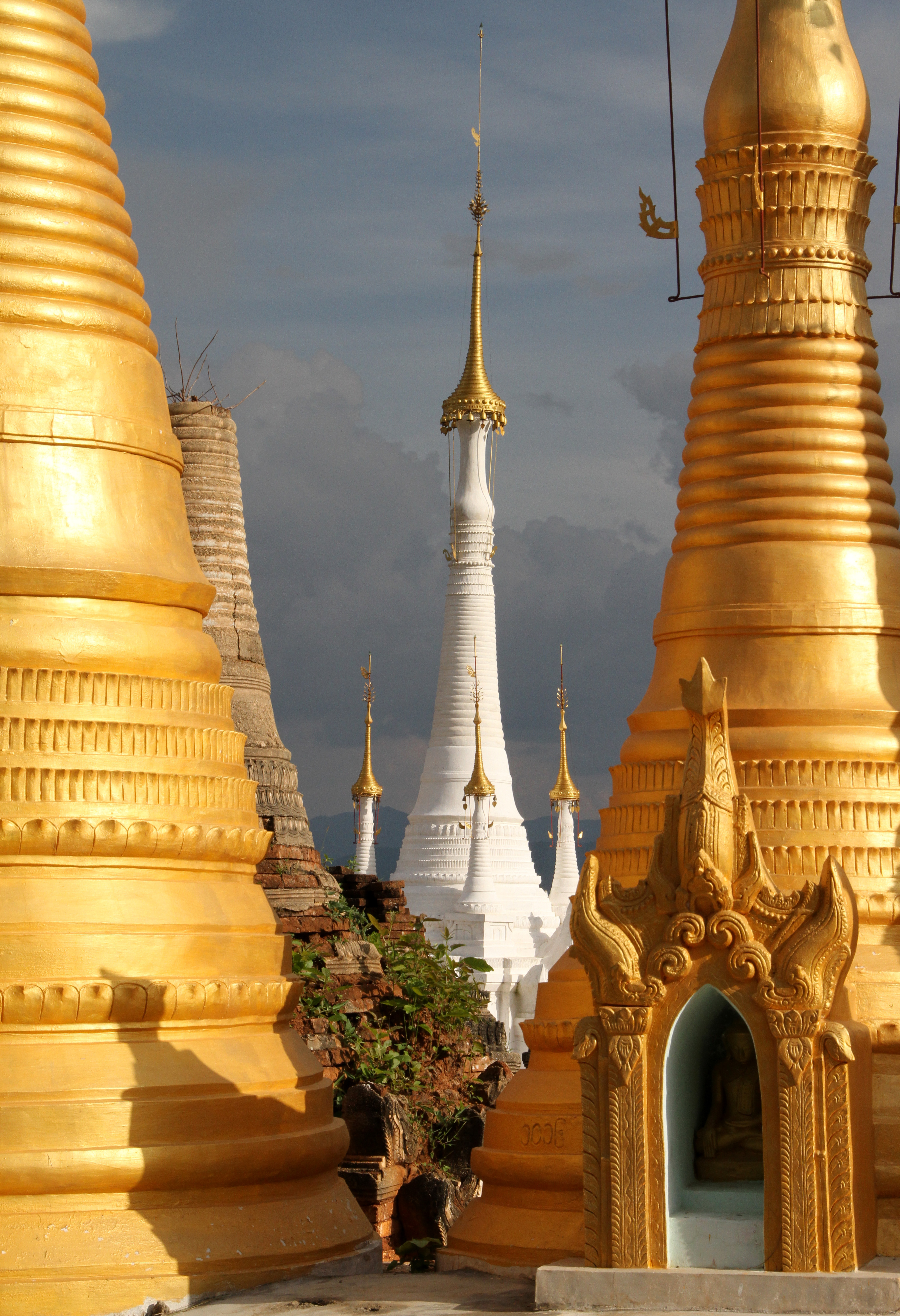
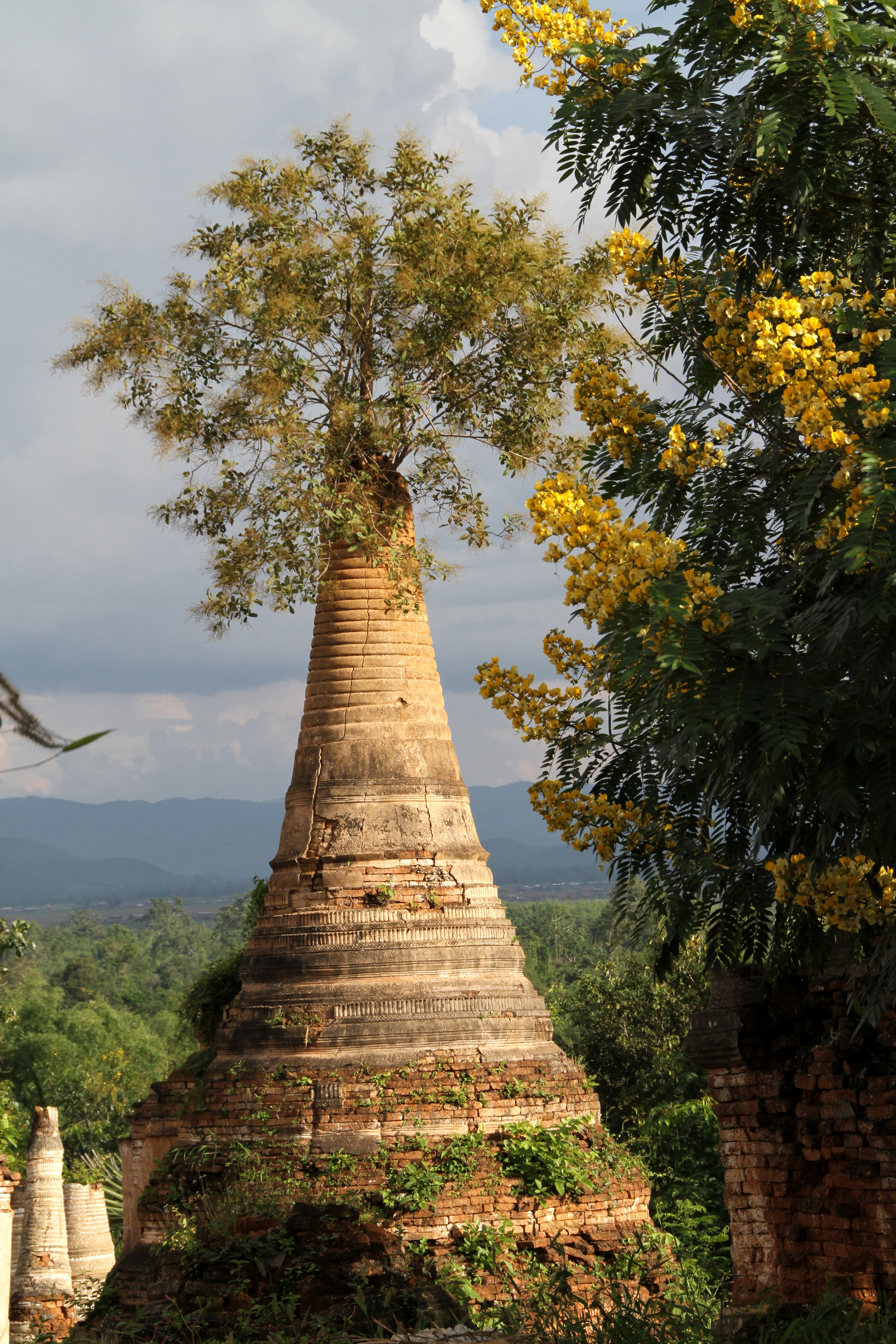
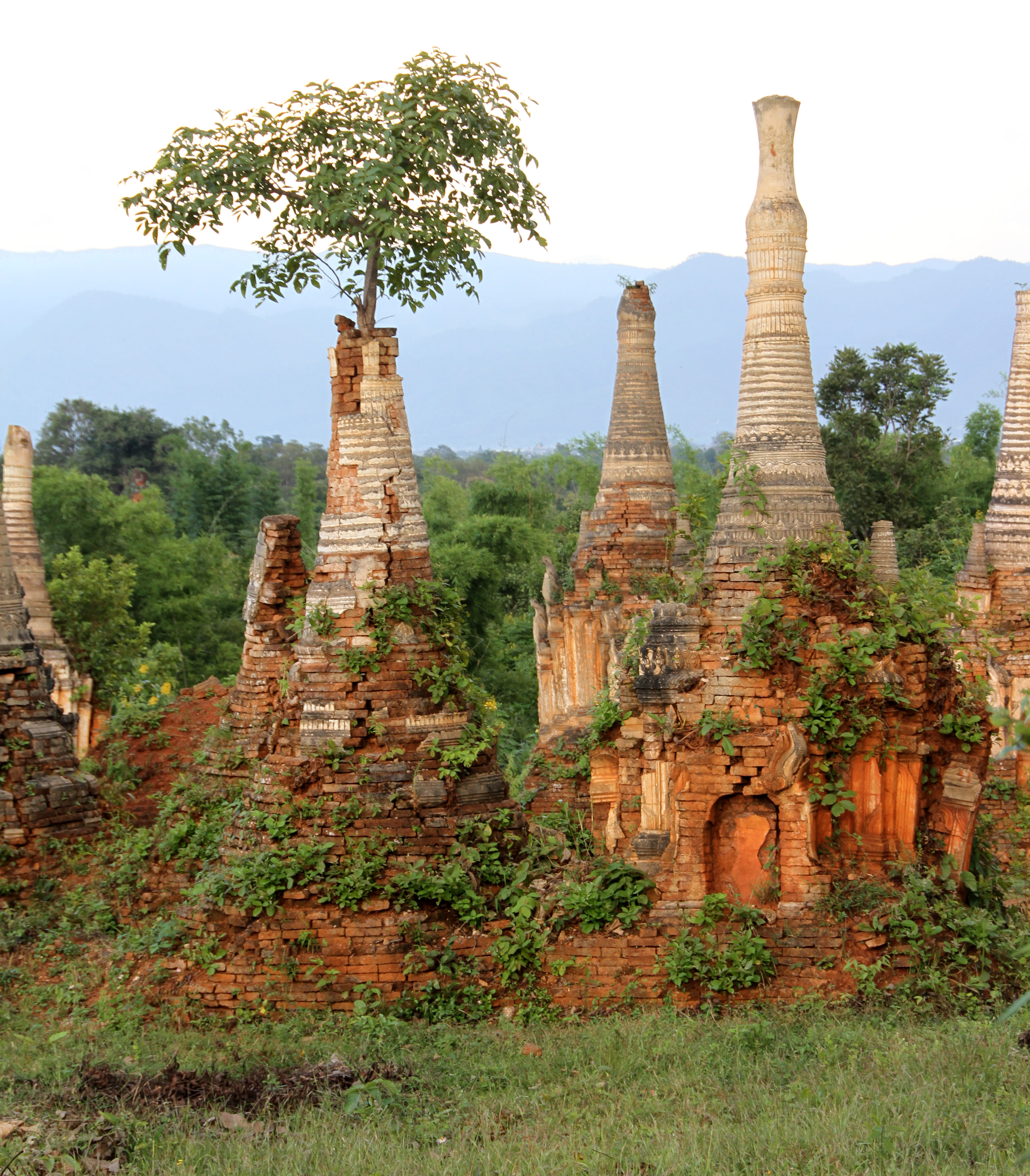
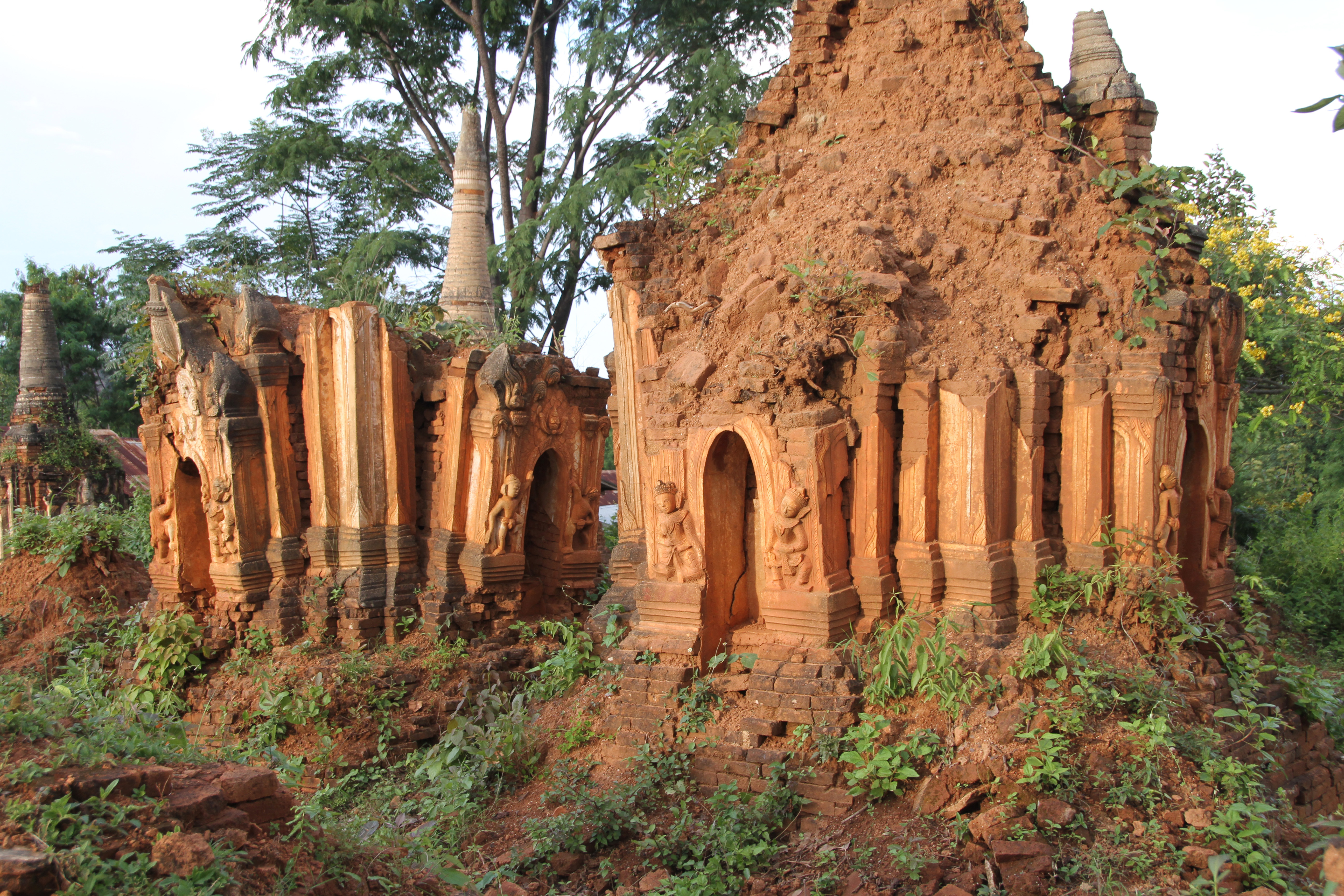
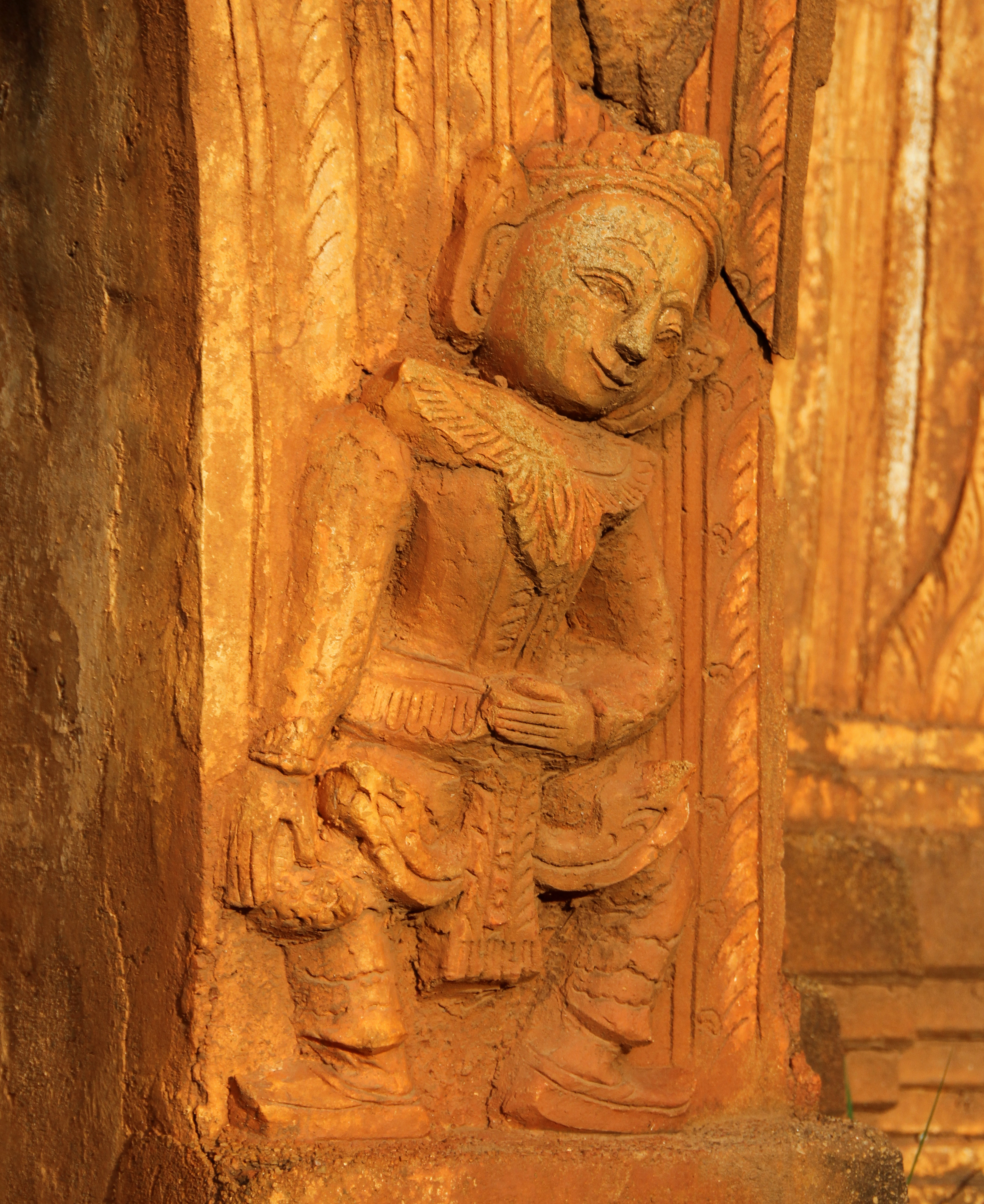
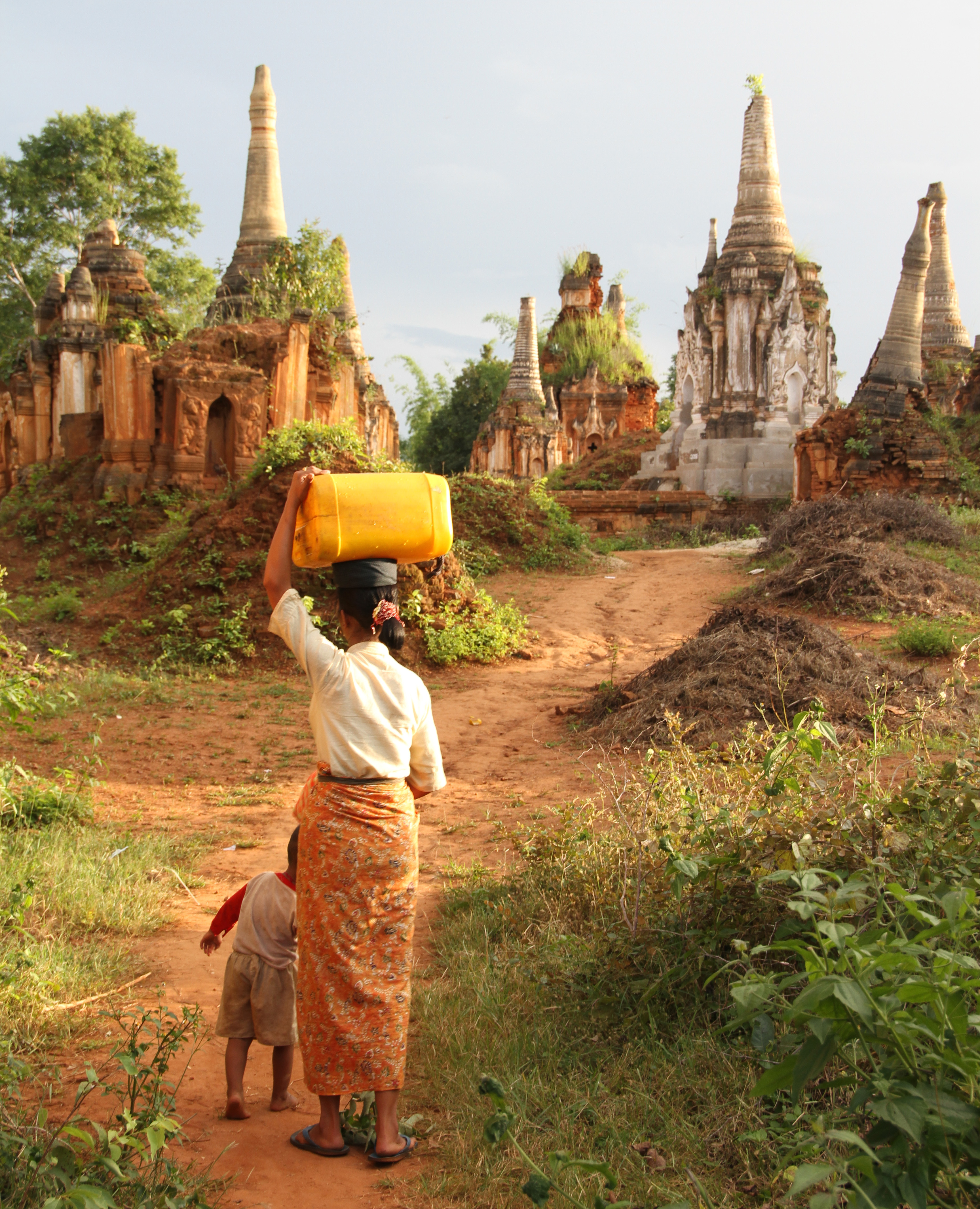
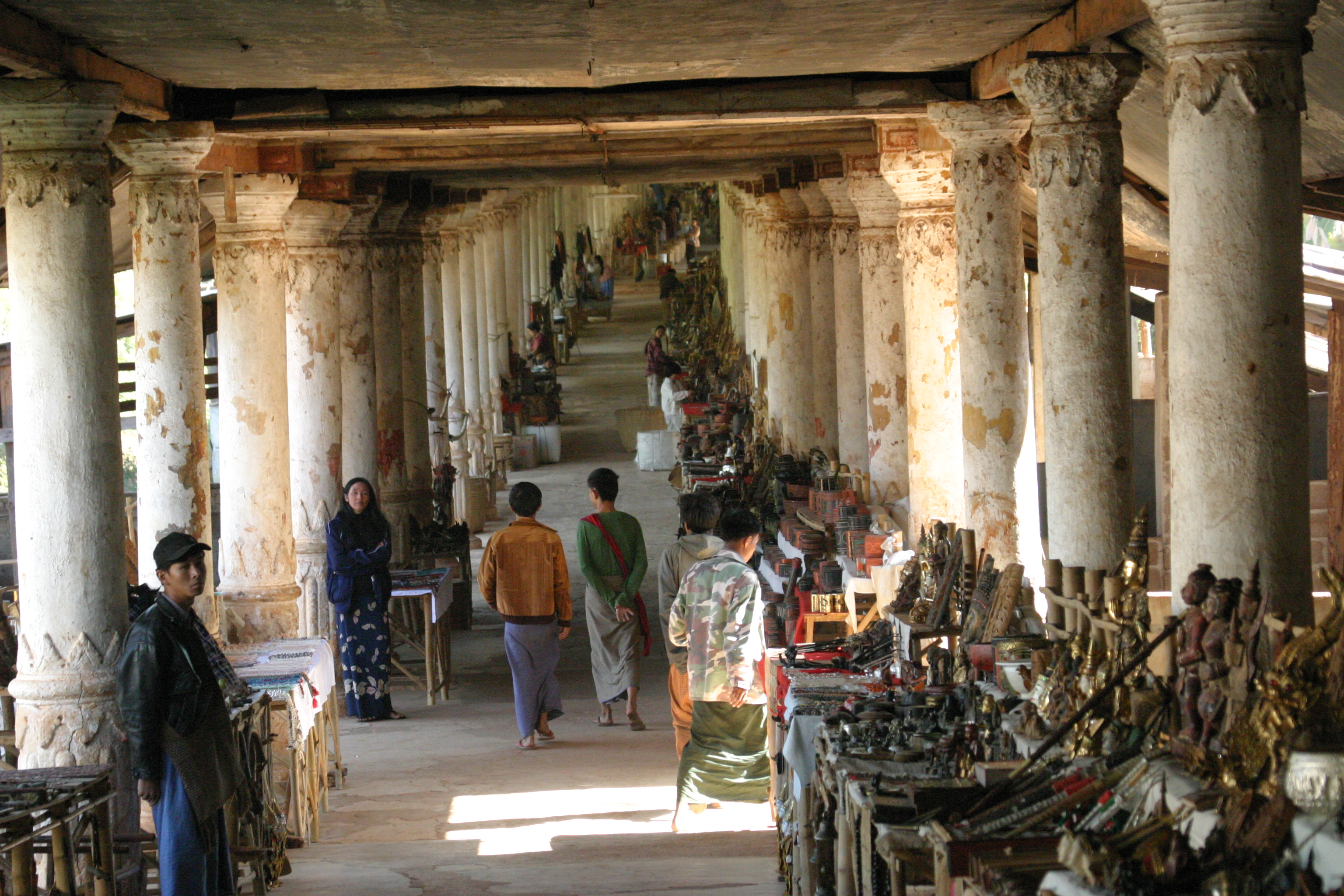